# Savinien de Sens
Pour les articles homonymes, voir Savinien et Saint-Savinien.
Savinien de Sens (en latin : Sabinianus) vécut au IIIe siècle. Il fut envoyé de Rome vers les Gaules avec son compagnon Potentien. Ils sont fêtés ensemble comme saints le 19 octobre.

## Histoire et tradition
Il vécut à Sens où il convertit de nombreux païens. 
Il a peut-être été abbé de l'abbaye de Saint-Pierre-le-Vif de Sens, mais Odorannus, moine et chroniqueur de cette abbaye, ne le mentionne pas autrement que par le fait que lui-même, Odorannus, a été commissionné par le roi Robert le Pieux et la reine pour créer un riche reliquaire pour saint Savinien. Il mentionne également que l'archevêque Wenilo a en 847 apporté les corps de saint Savinien et de Potentien, ainsi que d'autres corps, à la basilique de Sens. 
De Sens, les compagnons de Savinien se rendirent dans de nombreuses villes des Gaules (Troyes, Orléans, Chartres, Paris, etc.)
La tradition fait de Savinien le premier évêque de Sens (épiscope), décapité à la hache à l'actuel emplacement de l'église Saint-Savinien de Sens.
Il ne doit pas être confondu avec saint Savinien de Rilly (ou Sabinien), Grec de Samos, martyr près de Troyes au IIIe siècle (fête le 29 janvier), ni avec saint Savinien de Menat, abbé près de Clermont-Ferrand en Auvergne au VIIIe siècle (fête le 22 novembre,).

## Œuvres d'art ayant pour thème la vie de saint Savinien

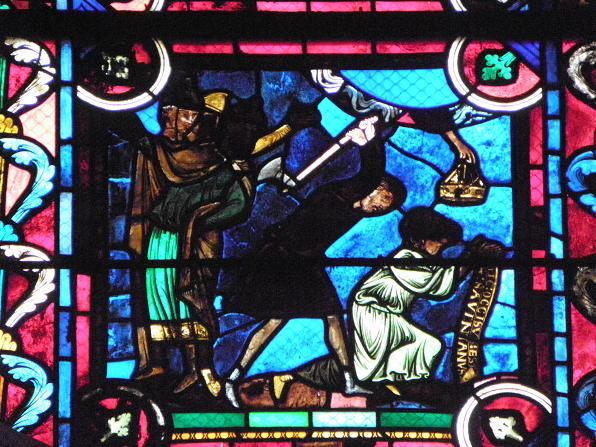
Martyre de saint Savinien (vitrail de la chapelle d'axe de la métropole de Sens).

Un vitrail du chœur de la cathédrale de Chartres figure la vie de saint Savinien et de saint Potinien, patrons de l'archidiocèse de Sens dont Chartres fut diocèse suffragant jusqu'à la création de l'archidiocèse de Paris.
La chapelle axiale de la métropole Saint-Étienne de Sens conserve également neuf panneaux vitrés du XIIIe siècle ayant pour thème la vie de saint Savinien . Par ailleurs, une sculpture monumentale baroque, placée sur l'autel de la même chapelle, reprend le thème de sa décollation. 
La cloche de la cathédrale de Sens faisant office de bourdon porte aussi le nom de Savinienne. Elle date de 1560 et a été classée monument historique à titre d'objet le 21 août 1905.